# مارشال روبين
مارشال روبين (بالفرنسية: Martial Robin)‏ (مواليد 27 أغسطس 1977 في مرسيليا - فرنسا) لاعب كرة قدم فرنسي يلعب حاليا لصالح نادي الدرجة الأولى غرونوبل الفرنسي منذ 2006 في مركز الوسط المحوري .

## روابط خارجية
- مارشال روبين على موقع رابطة كرة القدم الفرنسية للمحترفين (الإنجليزية)
- مارشال روبين على موقع قاعدة بيانات كرة القدم.إي يو (الإنجليزية)
- مارشال روبين على موقع ليكيب (الفرنسية)
- مارشال روبين على موقع Soccerway.com (الإنجليزية)
- مارشال روبين على موقع عالم كرة القدم.نت (الإنجليزية)
- مارشال روبين على موقع كووورة